# Вирун
Вирун (лат. Claudium Virunum) — административный центр, муниципий римской провинции Норик.
Находился у подножия горы, носящей сегодня название Магдалинсберг, в долине Цолльфельд (нем. Zollfeld) рядом с селением Мария-Заль в 9 км от Клагенфурта на юге современной Австрии.
Город был построен примерно в середине I века при императоре Клавдии на защищённой от наводнений возвышенной террасе. Отдельные его районы доходили до холма Тьольчагер Хюгель. Через него проходила трансальпийская дорога Юлия Августа, связанная с Янтарным путём.
Жители Вирунума имели гражданские права римлян, но не имели публичных прав и были ограничены в имущественных (в частности, в передаче наследства).
В городе добывали железную руду, велась торговля золотом и горным хрусталём
До 2-й половины II века Вирунум был резиденцией прокуратора провинции Норик (лат. procurator Augusti provinciae Norici). После Маркоманской войны административный центр перемещён в Овилаву (Вельс), а в Вирунуме остался финансовый центр провинции. После раздела Норика Диоклетианом город стал столицей провинции Норик Внутренний (лат. Noricum mediterraneum).
С 334 года в Вируне размещается епископия.

## Упадок и дальнейшая судьба
Во время Великого переселения народов население покинуло город и переселилось на горы Ульрихсберг и Грацеркогель.
В V веке столица Норика была перенесена из Вируна в Теурению.
В Средние века невдалеке от древнего Вирунума существовал славянский город Крнски Град, в VII—IX веках являвшийся столицей древнейшего государства словенцев Карантании, которое получило своё название от города. Впервые упоминается в 860 году под названием Карантана (лат. Carantana), в 888 году как Curtis Carantana. С XI века Крнски Град наряду с Госпа Света являлся историческим ядром Каринтии. Из развалин Вирунума происходит Княжеский камень, перевёрнутое основание античной ионической колонны, на котором венчались на престол герцоги Каринтии.
Среди развалин города находится трон Каринтийских герцогов, сооружённый из 10 камней в VIII веке.

## Археологические исследования

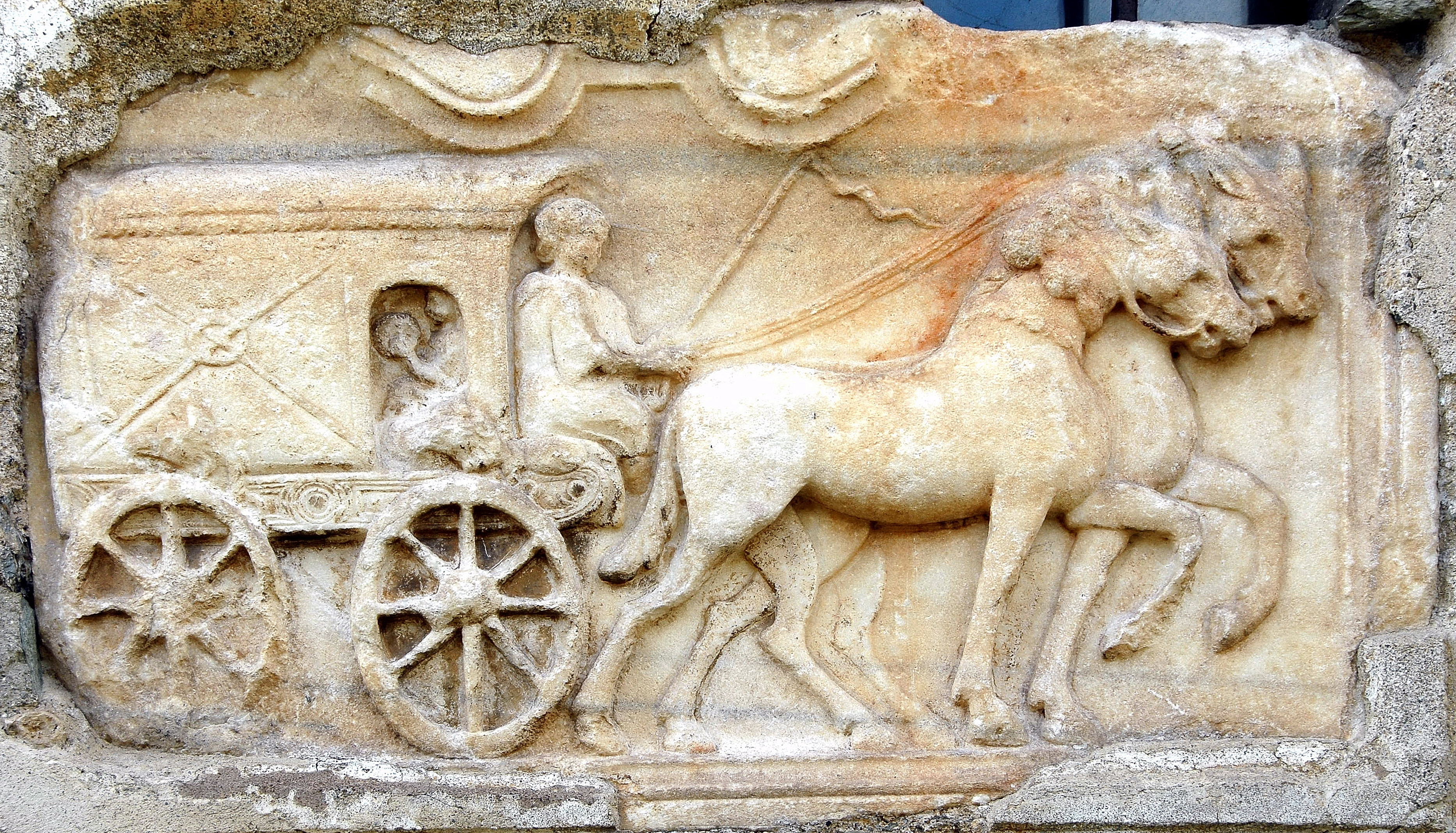
Барельеф на римской надгробной плите

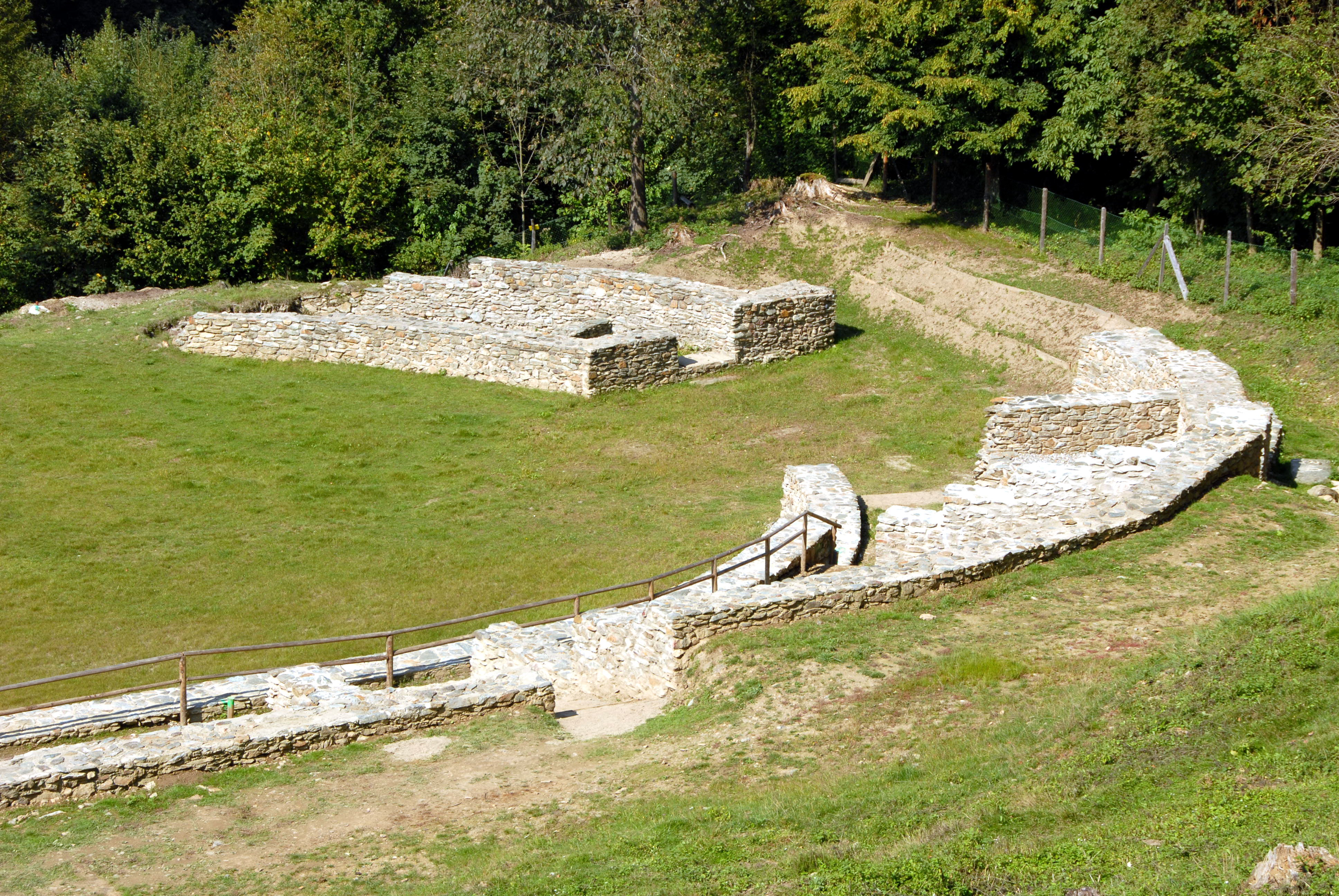
Северная часть амфитеатра на холме Тьольчагер Хюгель

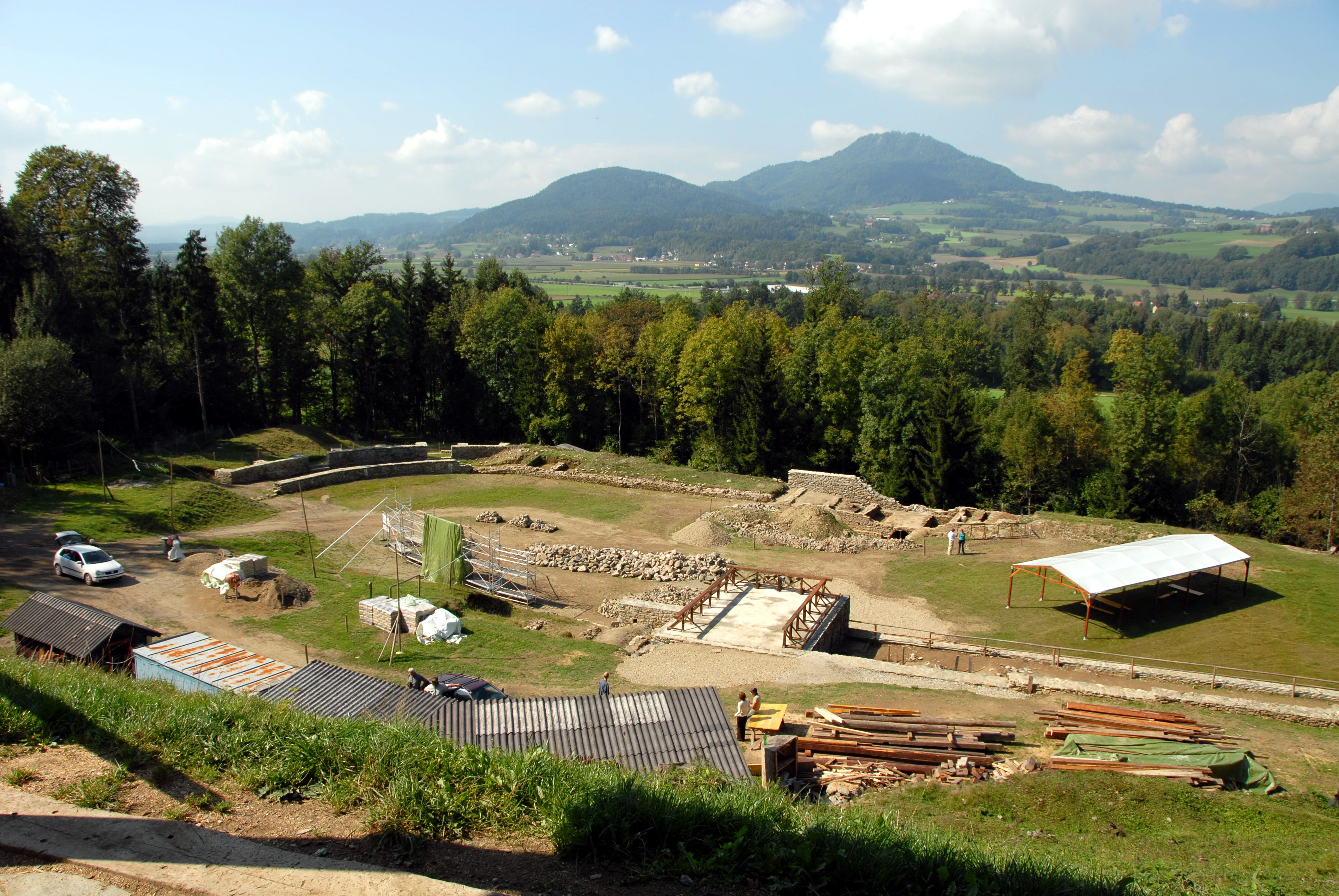
Археологические раскопки на территории города

Археологические исследования впервые проводились в 1754 г. Значительные находки были сделаны в 1881—1883 гг., обнаружено множество остатков римских строений, скульптур, надписей. Развалины строений обнаруживаются на площади 1 км². Улицы не были вымощены. Были обнаружены остатки канализации и свинцовые водопроводные трубы. Рядом с амфитеатром расположены развалины большого строения, вероятно  резиденция наместника. В 1990-х найдена мозаика с изображением Диониса площадью 30 м². На месте раскопок открыт археологический парк и музей, где выставлены найденные во время раскопок древности.